# Bitva 300 bojovníků
Bitva 300 bojovníků byl konflikt mezi Argem a Spartou přibližně v roce 545 př. n. l. Obě strany se dohodly na souboji svých 300 nejlepších bojovníků, aby se vyhnuli zbytečným ztrátám na životech. Po krvavém souboji přežili jen tři muži – dva z Argu a jeden Sparťan. Muži z Argu se prohlásili za vítěze, protože jejich přežilo víc, a vrátili se domů. Sparťan však za vítěze prohlásil sebe, protože byl jediným bojovníkem, který udržel na bojišti svou pozici a postavil vlastníma rukama „značku“ vítězství Sparty.
Argu se to samozřejmě nelíbilo a tak nakonec došlo ke střetu obou armád, zhruba stejně silných. Sparta přesvědčivě zvítězila a získala kontrolu nad Thyreou.
O více než století později, v roce 420 př. n. l., v období klidu mezi peloponéskými válkami, vyzval Argos Spartu na odvetu Bitvy 300 bojovníků; Sparta však odmítla.